# 마지막 남자의 모습
"마지막 남자의 모습"은 1991년에 개봉된 대한민국의 영화이다.

## 캐스팅
- 남성훈 : 신영하 역
- 정소녀 : 김지숙 역
- 하유미 : 오윤희 역
- 김인문 : 허 기사 역
- 김본미 : 오명희 역
- 김을동 : 정자 역
- 최성관 : 김 사장 역
- 이명훈 : 영식 역
- 박은아 : 미아 역
- 조영이 : 고아원원장 역
- 이선희 : 미스 홍 역
- 장정국 : 의사 역
- 조진희 : 웨이터 역
- 박보영 : 보영 역
- 안진수 : 중역 1 역
- 이석구 : 중역 2 역
- 신동욱 : 중역 3 역
- 송미정 : 미스 송 역
- 정영국 : 손님 역